# Podhořín
Podhořín je 529 m vysoký vrch v okrese Ústí nad Orlicí v Pardubickém kraji. Leží asi 0,5 km jihovýchodně od vsi Říčky (část obce Orlické Podhůří) na jejím katastrálním území.
Vrch se v minulosti nazýval Podhoří.

## Geomorfologické zařazení
Geomorfologicky vrch náleží do celku Svitavská pahorkatina, podcelku Českotřebovská vrchovina, okrsku Kozlovský hřbet a podokrsku Řetovský hřbet.